# 1992年日本

## 政府
- 天皇：明仁
- 內閣總理大臣：宮澤喜一

## 大事記
- 日本政府投資十一億日圓，無償援助敦煌建設石窟文物保護研究陳列中心奠基開工。
- 1月26日 - 日本與烏克蘭建交。[1]
- 4月13日 - 電視動畫《蠟筆小新》開始播出。
- 6月9日 - 日本參議院通過向海外派兵法案，同月15日眾議院亦通過該法案。該法案授權日本向外派遣2,000個自衛隊隊員，參與聯合國維持和平任務。這亦是日本自第二次世界大戰以來，日本國會第一次通過向外派兵法案。
- 9月8日 - 日本二战后首次向海外派兵。
- 10月23日 - 明仁天皇訪問中國。

## 出生
- 3月27日——悠木碧，配音員
- 9月21日——內田雄馬，配音員
- 3月11日——東山奈央，配音員

## 逝世
- 8月4日——松本清張，小說家